# Stockmann

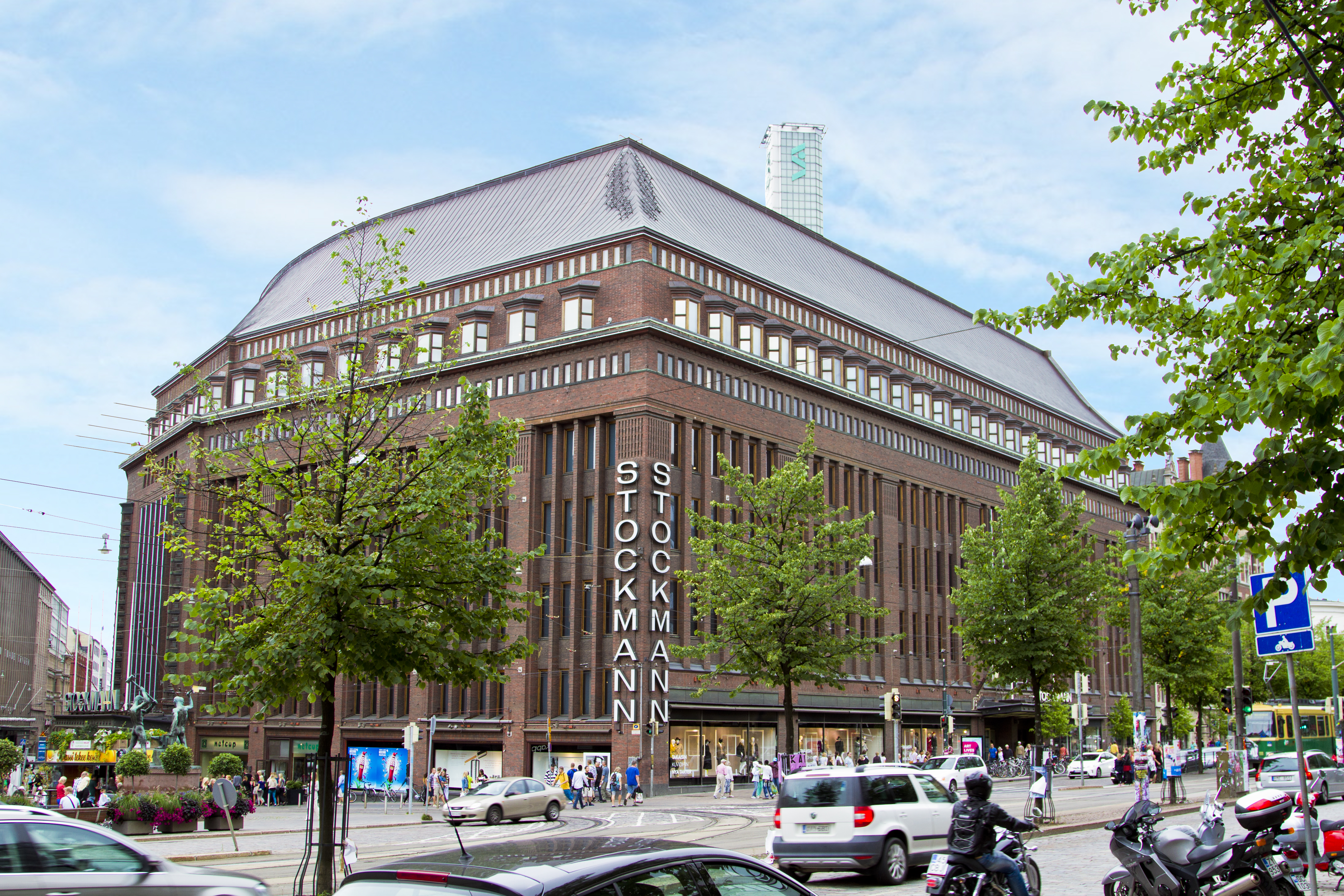
Tienda insignia de Stockmann localizada en el centro de Helsinki.

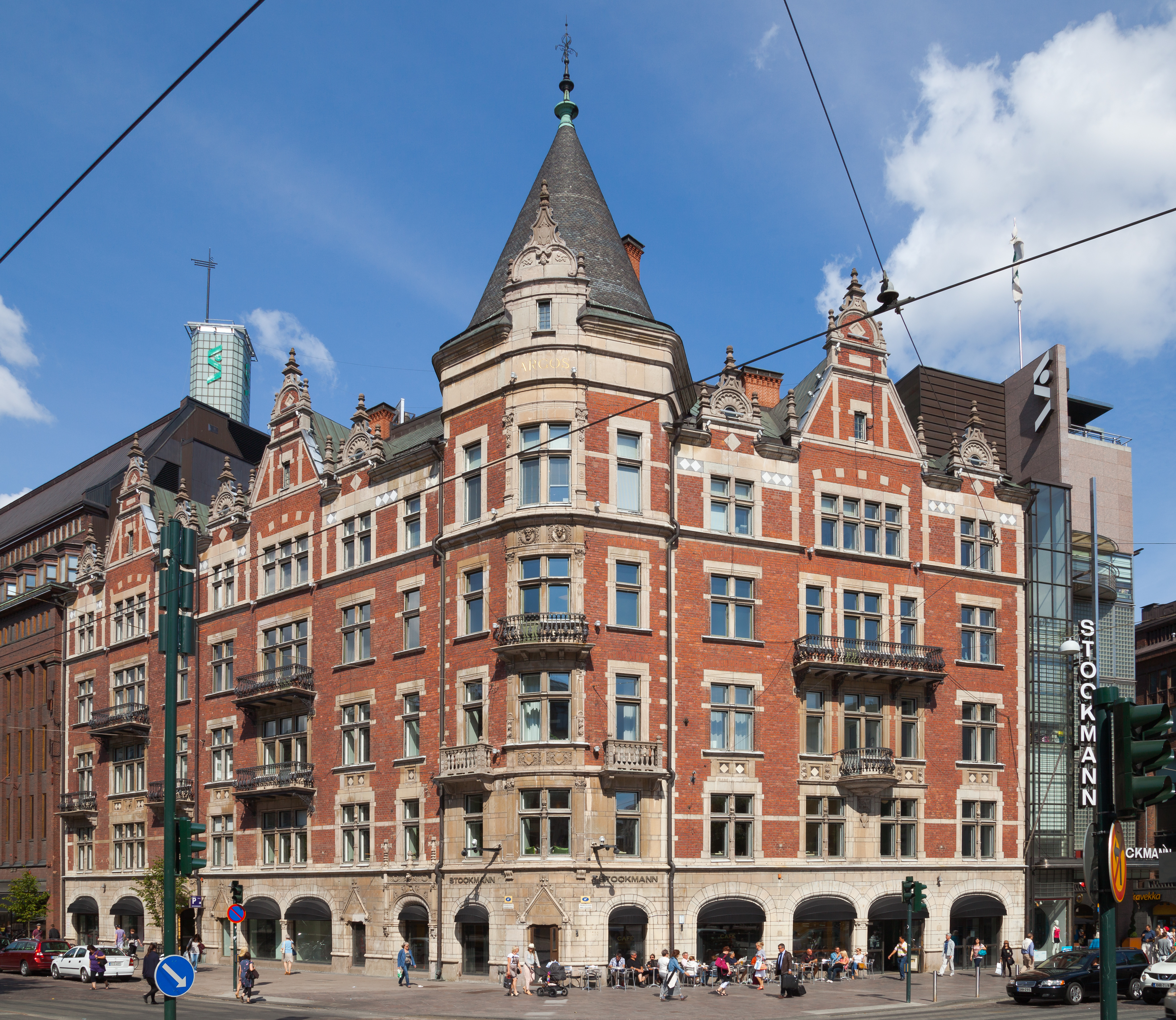
Fachada modernista en el centro de Helsinki.

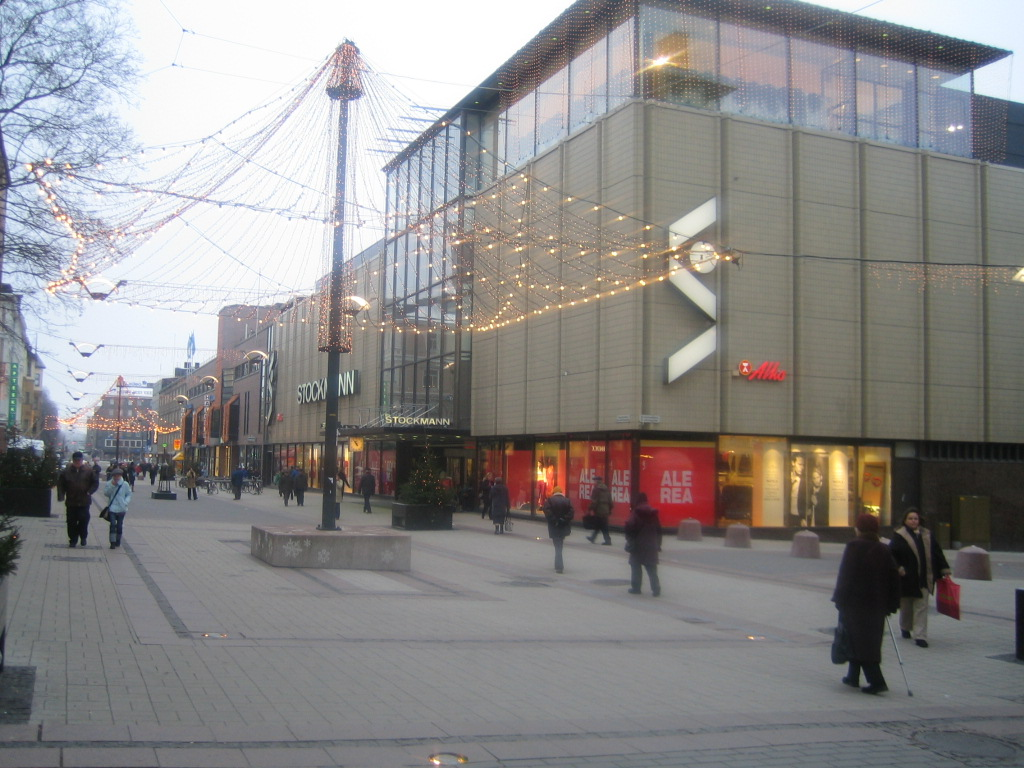
Sucursal de Stockmann en Turku. Fotografiada desde Yliopistonkatu en diciembre de 2005.

Stockmann es una compañía finlandesa dedicada a las ventas al por menor, establecida en 1862. Stockmann tiene tres divisiones: las tiendas departamentales Stockmann; Hobby Hall, que se dedica a ventas electrónicas y por correo; y Seppälä, una cadena de tiendas de moda. Stockmann también solía vender autos a través de Stockmann Auto, pero a principios de 2006 se anunció que se vendería a otras tres compañías vendedoras de autos esta división de la cadena.[cita requerida] Stockmann opera en 16 países, entre ellos Finlandia, Rusia, Estonia, Letonia y Lituania.
La tienda insignia en el centro de Helsinki cuenta con 50 000 m² de superficie de venta y cuenta con más de 13 millones de visitantes cada año. 

## Historia
Stockmann fue creada por Georg Franz Heinrich Stockmann, un empresario alemán de Lübeck. En 1859, Stockmann se convirtió en el gerente de una tienda en la Plaza del Senado, en la ciudad de Helsinki. En 1862 G. F. Stockmann tomó el control de la tienda, y Stockmann fue oficialmente establecida. En 1902 la compañía se convirtió en G. F. Stockmann Aktiebolag. Los propietarios eran Stockmann y sus dos hijos, Karl y Franz. En 1930 se terminó la construcción de lo que ahora son las oficinas centrales de Stockmann. La primera transmisión de televisión en Finlandia se realizó desde la tienda departamental en 1950. En la misma década, Stockmann abrió una sucursal en Tampere. En 1982, Stockmann abrió una tienda departamental en Turku. En 1986 se crearon los hullut päivät o "«días locos», que consisten en una serie de ofertas que se han convertido en una tradición anual de la tienda. 